# Наезд на толпу в Магдебурге
Наезд на толпу в Магдебурге — массовое убийство, произошедшее вечером 20 декабря 2024 года, в 19:04, в немецком городе Магдебурге. В результате инцидента как минимум шесть человек погибли и более 235 пострадали, около 40 раненых находятся в критическом состоянии.
Нападавший — 50-летний врач-психиатр и беженец из Саудовской Аравии Талеб Аль-Абдулмохсен, на родине обвинявшийся в терроризме и контрабанде женщин с Ближнего Востока. Он был известен своими антииммигрантскими, исламофобскими и ультраправыми взглядами, а также критикой Германии за стремление «исламизировать Европу». Нападавший умышленно направил свой арендованный автомобиль в сторону людей на рождественской ярмарке.

## Предыстория

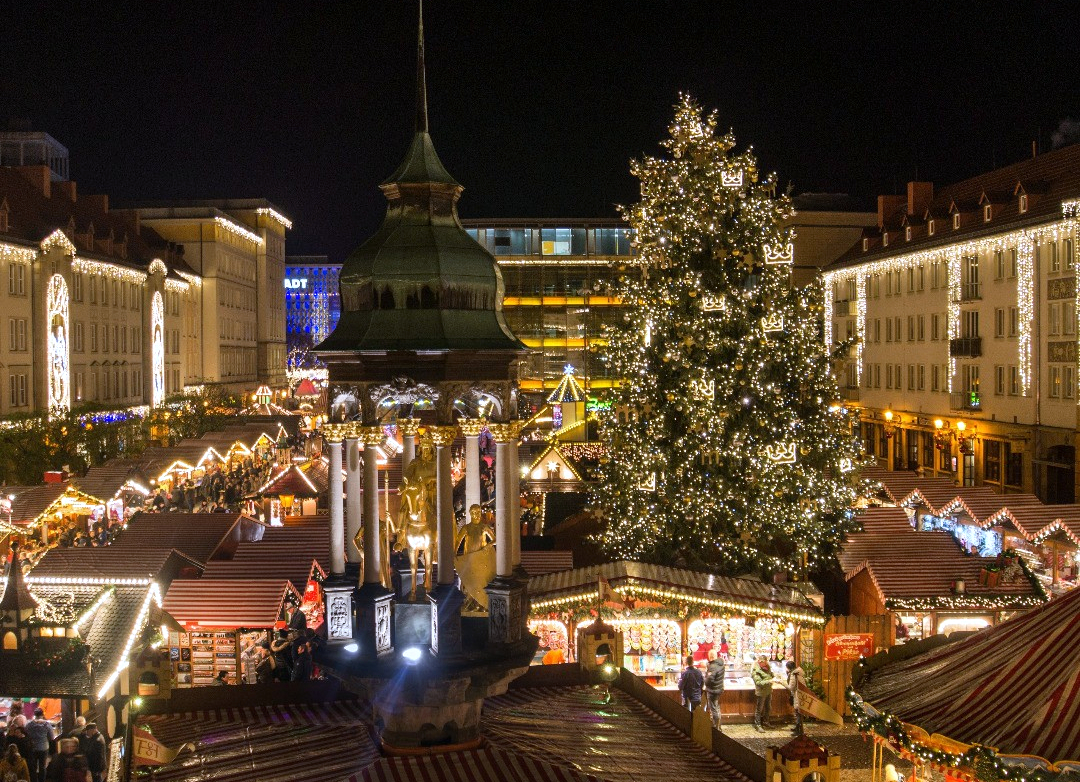
Рождественский базар Магдебурге в 2019 году

Магдебург — столица немецкой земли Саксония-Анхальт. В городе проходит ежегодная рождественская ярмарка недалеко от мэрии и крупного торгового центра.
Рождественские ярмарки уже подвергались атакам с использованием транспортных средств; совместная оценка угроз в канун Нового года на Таймс-сквер отметила, что вектор «стал повторяющейся тактикой, используемой субъектами угроз». Министр внутренних дел и общин Германии Нэнси Фезер заявляла в ноябре 2024 года, что «конкретных» угроз рождественским ярмаркам не существует, но «разумно» сохранять бдительность. За две недели до теракта в Магдебурге по подозрению в планировании нападения на рождественский базар в Аугсбурге, Бавария, был арестован иракец.
Наезд на толпу в Магдебурге произошёл на следующий день после восьмой годовщины наезда грузовика на рождественскую ярмарку в Берлине в 2016 году, в результате того теракта, совершённого Исламским государством, погибли 12 человек и 56 получили ранения.

## Атака и жертвы

Карта, показывающая путь, по которому ехал водитель во время атаки

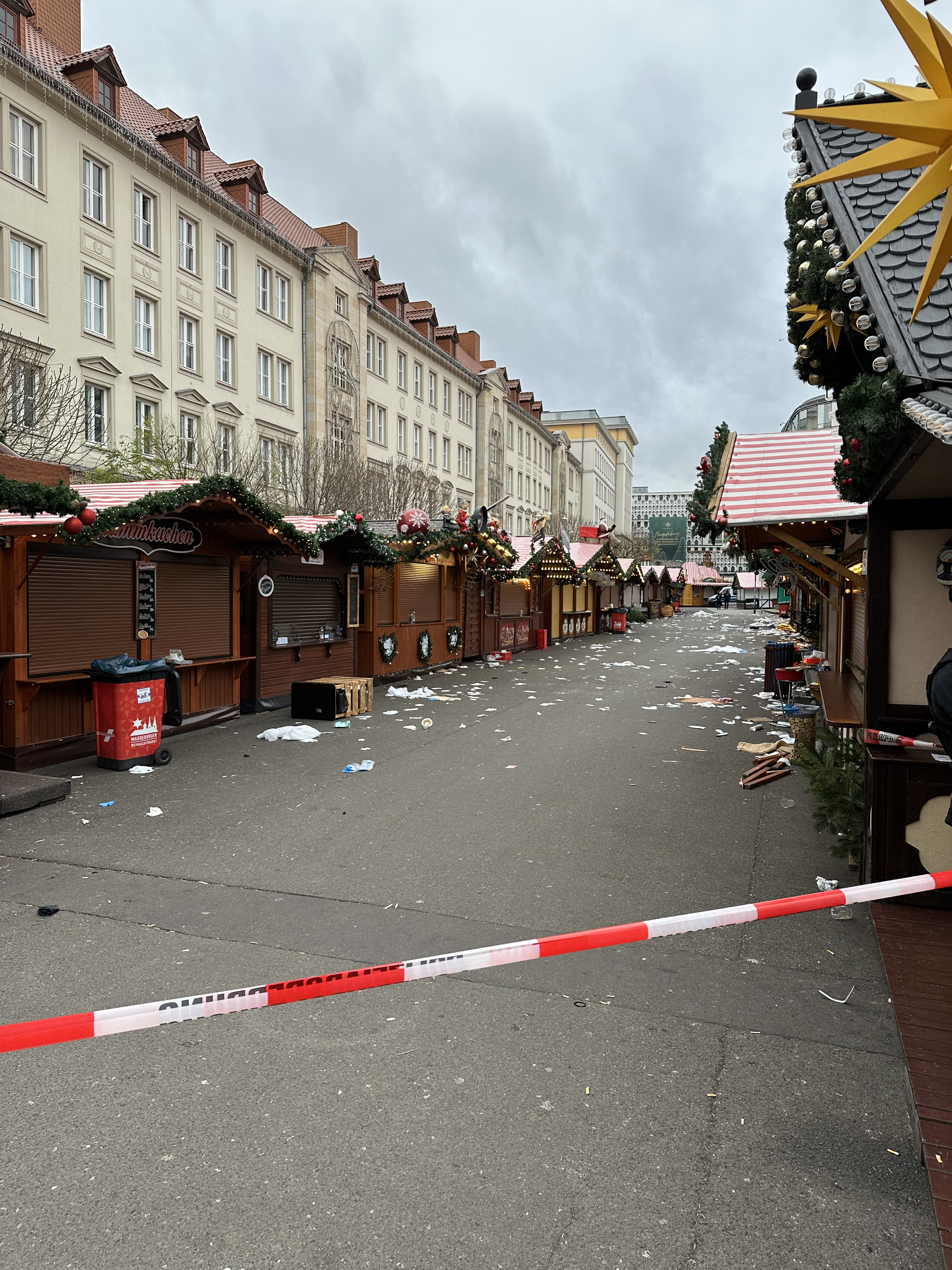
Рождественский рынок Магдебурга на следующий день после атаки

Вечером в пятницу, 20 декабря 2024 года, на рождественской ярмарке в толпу людей на большой скорости въехал автомобиль BMW. В тот момент там было много семей с детьми. По данным полиции, автомобиль проехал не менее 400 метров. Водитель транспортного средства был арестован на трамвайной остановке Allee-Center.
Представитель правительства земли Саксония-Анхальт заявил, что это «вероятно, нападение». На пассажирском сиденье автомобиля был обнаружен багажный предмет, и полиция оцепила территорию после подозрений, что внутри автомобиля находится взрывное устройство. К полуночи расследование установило, что в автомобиле не было взрывчатых веществ.
В результате атаки погибло пять человек: четыре женщины в возрасте от 45 до 75 лет и девятилетний ребёнок. 52-летняя женщина стала шестой жертвой, скончавшейся от полученных травм в январе 2025 года. Более 205 человек получили ранения, в том числе 41 в критическом состоянии. 3 января 2025 года власти пересмотрели число пострадавших до 299.

## Подозреваемый
По данным немецкой газеты Die Welt, за рулём автомобиля BMW, взятого напрокат, был Талеб Аль-Абдулмохсен (араб. طالب العبدالمحسن‎), атеист и исламофоб 1974 года рождения, уроженец Саудовской Аравии. У него имелся вид на жительство Германии. Мужчина получил образование психиатра и работает врачом в исправительных учреждениях и клиниках Бернбурга, специализируясь на психологии и психиатрии. Он приехал в страну в 2006 году, а спустя десять лет смог получить статус беженца.
Мужчина сталкивался с правоохранительными органами и ранее. В 2013 году его приговорили к штрафу за «нарушение общественного спокойствия посредством угрозы совершения уголовных преступлений». Саудовская монархия трижды предупреждала немецкие органы безопасности о его деятельности. Подозреваемый обвиняется Саудовской Аравией в терроризме и контрабанде женщин с Ближнего Востока, однако Германия в 2016 году предоставила ему убежище, отказав в его экстрадиции.
Абдулмохсен в социальных сетях позиционировал себя как жертву преследований, обвиняя Германию в стремлении «исламизировать Европу». Его взгляды в интернете становились все более радикальными. Он заявлял, что власти Германии якобы преследуют саудовских просителей убежища внутри и за пределами страны, чтобы разрушить их жизни. Подозреваемый разделяет ключевые нарративы правого экстремизма, включая теории «великого замещения» и исламизации Европы. Анализ социальных сетей показал его связь с идеологией ультраправой немецкой партии «Альтернатива для Германии». В своём Твиттере он в 2023 году устроил опрос, осудят ли его, если он убьёт 20 случайных граждан Германии.
В интернете Абдулмохсен разделял произраильские взгляды, утверждая в репосте твита Биньямина Нетаньяху, что «частям Сирии повезло стать частью Израиля». За пять дней до совершения нападения он выступил с критикой сирийских беженцев в Германии в интервью правому фонду RAIR.
В мае 2024 года подозреваемый написал пост, в котором говорилось: «Я серьёзно думаю умереть в этом году. Причина: я буду стремиться к справедливости любыми способами. И государство Германии препятствует любому мирному способу установить справедливость». В одном из видео также говорилось, что «Полиция и есть преступники. В этом случае я считаю немецкую нацию, граждан Германии ответственными за то, что произойдёт». В другом видео он говорит, что немцы ответственны за убийство греческого философа Сократа. Также в одном из видео прямо перед атакой Абдулмохсен говорил, что «ещё одна причина почему я считаю граждан Германии ответственными за преследование, которое я здесь испытываю, — история с украденной из моего почтового ящика USB-флешкой».

## Последствия
Полиция Магдебурга призвала граждан оставаться дома. В соседних городах власти реагировали по-разному: если рождественский рынок в Эрфурте был закрыт, то в Галле, крупнейшем городе Саксонии-Анхальт, меры безопасности не усилили.

### Политическое влияние
The Wall Street Journal написала, что атака может оживить дискуссии об иммиграции в Германии перед федеральными выборами в 2025 году.

### Протесты
Антимиграционные протесты были организованы крайне правыми там, где произошло нападение. Протестующие несли плакаты с призывами к реэмиграции, выкрикивая лозунги, такие как «Wir sind das Volk» (нем.: «Мы — народ»). В акции участвовали Die Heimat и её молодёжная организация, Молодёжное крыло Young Nationalists.

## Расследование
По словам главы немецкого агентства внутренней безопасности BKA Хольгера Мюнха, властям ещё предстоит определить мотив. Федеральные прокуроры займутся делом, если убийства будут признаны актами терроризма, совершенными нападавшим по политическим или религиозным убеждениям. Мюнх заявил, что до нападения полиция получила наводку от властей Саудовской Аравии о твите, в котором Талеб угрожал Германии заплатить «цену» за её обращение с саудовскими беженцами. Полиция Саксонии-Анхальт, столицы Магдебурга, начала расследование, и, по словам Мюнха, «было начато разбирательство», но он также добавил, что угрозы были слишком неконкретными. Мюнх заявил, что действия подозреваемого, по-видимому, следовали «совершенно нетипичной схеме».
В субботу вечером подозреваемый, стоящий за нападением, предстал перед судьёй, который за закрытыми дверями постановил оставить его под стражей по пяти пунктам обвинения в убийстве, нескольким пунктам обвинения в покушении на убийство и нанесении тяжких телесных повреждений.
Полиция расследует потенциальные мотивы подозреваемого, в том числе, были ли они вызваны недовольством обращением Германии с саудовскими беженцами, по словам Хорста Вальтера Нопенса, главы местной прокуратуры. Следователи обнаружили, что он пытался наладить связи с крайне правыми организациями в Германии и Великобритании, включая партию Германии AfD, а также Томми Робинсона, основателя крайне правой Английской лиги обороны.

## Реакция

### Внутренняя
Министр-президент Саксонии-Анхальт Райнер Хазелофф назвал инцидент «ужасным событием» и направлялся в Магдебург. Он также заявил, что нападавший совершил нападение в одиночку.
Канцлер Олаф Шольц выразил свои соболезнования и посетил Магдебург вместе с министром внутренних дел Федерального правительства Нэнси Фезер. Президент Франк-Вальтер Штайнмайер, Олаф Шольц и лидер Христианско-демократического союза Фридрих Мерц поблагодарили спасателей.
Во многих немецких городах меры безопасности были усилены в ответ на нападение, или рынки были закрыты полностью досрочно в этом году. На многих рынках, которые остаются открытыми, не звучит музыка или соблюдаются минуты молчания в память жертв нападения.

### Международная
В день нападения Илон Маск поддержал ультраправую партию «Альтернатива для Германии» (АдГ) и позднее выступил с резкой критикой канцлера Олафа Шольца, назвав его «некомпетентным дураком» и призвав его уйти в отставку. Примечательно, что нападавший оказался сторонником той самой партии АдГ, которую поддержал Маск, а также высказывал Маску свои симпатии.
- ЕС: Председатель Европейской комиссии Урсула фон дер Ляйен также направила соболезнования Германии.
- Австрия: Министр иностранных дел Австрии Александр Шалленберг (ÖVP) выразил в социальной сети X (ранее Twitter) свою «шокированность» и заверил: «Мы стоим плечом к плечу с нашими немецкими друзьями!» Министр внутренних дел Герхард Карнер (ÖVP) заявил, что он «потрясён» и сообщил, что после таких драматических событий, разумеется, в Австрии также проводится актуальная оценка ситуации[55].
- Венгрия: Премьер-министр Венгрии Виктор Орбан вознес молитвы и выразил соболезнования семьям жертв, назвав нападение «отвратительным»[56].
- Испания: Премьер-министр Испании Педро Санчес поговорил с Олафом Шольцем, чтобы выразить свою солидарность и привязанность «жертвам, их семьям и всему немецкому народу»[57].
- Италия: Премьер-министр Италии Джорджия Мелони выразила соболезнования жертвам нападения и их семьям в своем заявлении[58].
- Нидерланды: Премьер-министр Нидерландов Дик Схоф заявил, что голландские власти «внимательно следят за развитием событий» и что «Нидерланды поддерживают Германию в эти трудные времена».
- Польша: Президент Польши Анджей Дуда сказал, что он «потрясён» нападением, и выразил соболезнования жертвам и их семьям[59][60].
- Саудовская Аравия: Министерство иностранных дел Саудовской Аравии осудило нападение и выразило солидарность с немецким народом и поддержку жертвам[61].
- США: после атаки полицейское управление Нью-Йорка усилило меры безопасности на рождественских ярмарках[62]. Избранный вице-президент Джей Ди Вэнс обвинил СМИ в преуменьшении роли водителя в автомобильной атаке[63].
- Турция: Президент Турции Реджеп Эрдоган осудил нападение, выразил соболезнования семьям погибших и пожелал скорейшего выздоровления пострадавшим[64].
- Франция: Президент Франции Эммануэль Макрон заявил, что он «глубоко потрясён» нападением[65].
- НАТО: Генеральный секретарь НАТО Марк Рютте выразил соболезнования и назвал произошедшее на ярмарке «ужасающими сценами»[66].